# Famoso
Famoso (dawniej Poso i Spottiswood) – obszar niemunicypalny w Kern County, w Kalifornii (Stany Zjednoczone), na wysokości 130 m.
Famoso słynie z hodowli orzechów i z toru wyścigowego Auto Club Famoso Raceway.